# Igreja Paroquial do Salvador de Odemira
A Igreja Paroquial do Salvador de Odemira, também conhecida como Igreja do Santíssimo Salvador ou Igreja Matriz de São Salvador, é um monumento religioso na vila da Odemira, na região do Alentejo, em Portugal.

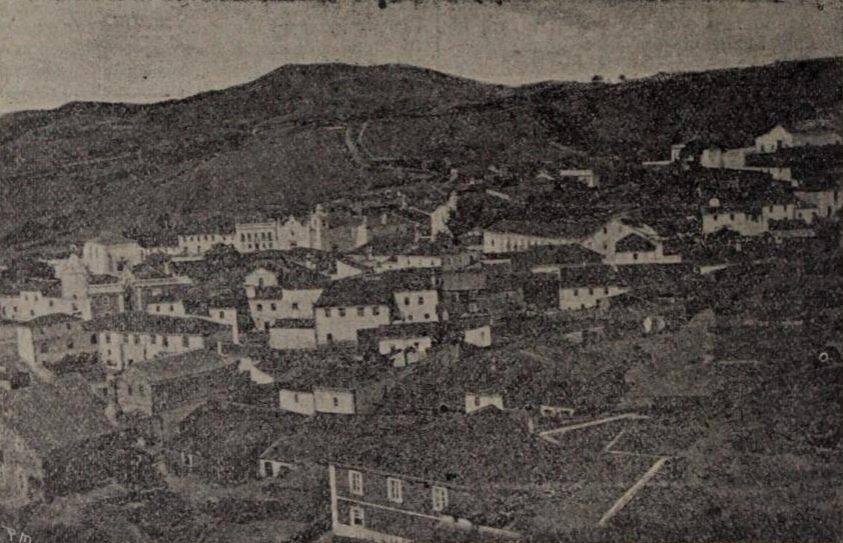
Fotografia de Odemira, publicada na obra Diccionario Historico, em 1911. No centro é visível a Igreja do Salvador, enquanto que à esquerda estão a Igreja da Misericórdia e os Paços do Concelho, e no lado direito a Igreja de Santa Maria.

## Descrição
A igreja tem frentes para o Largo do Salvador e a Rua de Serpa Pinto, no centro histórico de Odemira. O edifício em si não está protegido, mas enquadra-se na área especial da Igreja da Misericórdia, e faz parte do Parque Natural do Sudoeste Alentejano e Costa Vicentina.
Integra-se nas correntes maneirista e barroca. É considerado um exemplo do maneirismo, com claras influências do estilo chão, devido à planta, a disposição dos alçados e a estrutura espacial. Os principais elementos barrocos são a fachada e a torre sineira. Apresenta uma planta de forma longidutinal e escalonada, e que é formada por uma nave, torre sineira, capela-mor, sacristia e capela lateral. As coberturas estão organizadas de forma diferenciada, com um telhado de duas águas sobre a nave, capela-mor, a sacristia e capela lateral. A torre sineira anexa-se à à igreja pelo lado Sul, e tem uma cobertura em forma de cúpula bulbosa, com urnas. A fachada principal da igreja está virada para ocidente, com uma grande escadaria de configuração octogonal e nove degraus. A fachada só tem um pano, ladeado por pilastras de cantaria rusticada encimadas por fogaréus, e termina numa empena de forma ondulante. O portal é de verga recta, e é encimado primeiro por um janelão e depois por um óculo. No interior, a nave tem cobertura em três planos, e possui guarda-vento, sobre o qual se ergue o coro alto. No lado do Evangelho encontram-se duas capelas laterais, circunscritas em arcos de volta perfeita suportados por pilastras. A capela-mor tem cobertura à abóbada, enquanto que o arco triunfal é de volta perfeita sobre pilastras.
A igreja foi descrita por Pinho Leal na sua obra Portugal antigo e moderno, publicada em 1875: «A egreja matriz do Salvador, é um templo vasto, com quatro altares. Tem uma confraria.»

## História
A igreja original foi construída no século XIV, tendo sido alvo de extensas obras de ampliação e remodelação no século XVI e em 1693. Nos finais do século XVIII foram feitas novas de obras de restauro, durante as quais foram igualmente alterados a fachada principal e o campanário.
Por volta de 1970 foram feitos grandes trabalhos de restauro no imóvel, custeados pela paróquia, e planeadas pelo arquitecto Castro e Solla.